# Orbiting Geophysical Observatory

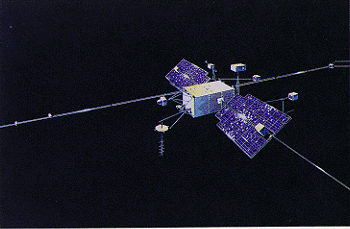
OGO 1

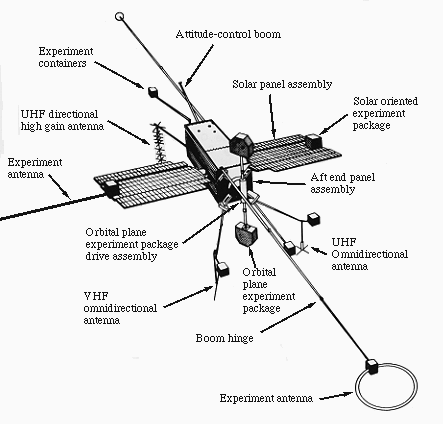
Ein OGO-Satellit mit seinen Instrumenten

Als Orbiting Geophysical Observatory (OGO) wurde eine Serie von sechs amerikanischen Erdsatelliten für geophysikalische Untersuchungen bezeichnet. Die Satelliten wogen zwischen 487 und 588 kg, waren quaderförmig, hatten zwei Solarzellenausleger und mehrere mit Messinstrumenten bestückte Antennen von zwei bis 90 Metern Länge. Sie untersuchten u. a. den Sonnenwind, die Ultraviolett- und Röntgenstrahlung der Sonne, Teilchenstrahlung aus dem intergalaktischen Raum, langwellige, radiofrequente Strahlung von Galaxien, die Meteoritenhäufigkeit, das Zodiakallicht, die Ionosphäre, die Hochatmosphäre, den Van-Allen-Strahlungsgürtel und Magnetfelder im interplanetaren Raum und in der Magnetosphäre.
| Name  | Start             | Bemerkungen |
| ----- | ----------------- | --- |
| OGO 1 | 5. September 1964 | Stark exzentrische Umlaufbahn zwischen 282 und 148.200 km bei einer Bahnneigung von 31,2°. Blieb in Rotation (5/min), so dass nur 14 der 20 Instrumente Daten übermitteln konnten. Verglüht am 29. August 2020. |
| OGO 2 | 14. Oktober 1965  | Umlaufbahn zwischen 421 und 1511 km bei einer Bahnneigung von 87,38°. Einen Tag nach dem Start traten Störungen auf, nach 10 Tagen fiel der Satellit völlig aus.                                                |
| OGO 3 | 7. Juni 1966      | Stark exzentrische Umlaufbahn zwischen 270 und 122.000 km. |
| OGO 4 | 28. Juli 1967     | Umlaufbahn zwischen 412 und 907 km. |
| OGO 5 | 4. März 1968      | Stark exzentrische Umlaufbahn zwischen 291 und 146.900 km. |
| OGO 6 | 5. Juni 1969      | Polare Umlaufbahn zwischen 384 und 1093 km. |

## Quelle
- Heinz Mielke: Lexikon der Raumfahrt. 6. Auflage, transpress VEB Verlag für Verkehrswesen, Berlin, 1980